# バーン (アッシャーの曲)
「バーン」は、アメリカ合衆国の歌手、ラッパー、ソングライターのアッシャー、ジャーメイン・デュプリ、ブライアン・マイケル・コックスによって製作されたアッシャーのR&Bバラード楽曲で、彼が2004年に発表した4作目のスタジオ・アルバムからのセカンドシングル。 この楽曲のプロデュースは、デュプリ、コックスが行っている。「バーン」は恋愛関係の別離についてうたった楽曲であるが、世間はこの楽曲を暗にアッシャー自身の論争についてうたったものであると言及、指摘した。
当初の予定ではこの楽曲はアルバムからのファースト・シングルとなる予定であったが、リークにより流出した「Yeah!」の世間の反応がよかったためにこちらは「Yeah!」のあとにアルバムからのセカンド・シングルとして2004年7月にリリースされることとなった。このシングルはイギリスなど世界中の音楽チャートで1位になり、なかでもアメリカ合衆国の総合シングルチャートBillboard Hot 100では合計8週にもわたって1位を獲得した。「バーン」はオーストラリアでプラチナ、ニュージーランドとアメリカ合衆国でゴールドに認定されている。この楽曲は批評家からの反応も好評で、2005年の第47回グラミー賞でのBest R&B Song賞、Best Male R&B Vocal Performance賞など、いくつかの音楽賞でノミネートされた。

## チャート
| チャート (2004–2005年)                   | 最高位 |
| ---------------------------------------- | ------ |
| オーストラリア (ARIA)                    | 2      |
| Australian Urban (ARIA)                  | 1      |
| オーストリア (Ö3 Austria Top 40)         | 21     |
| ベルギー (Ultratop 50 Flanders)          | 18     |
| ベルギー (Ultratop 50 Wallonia)          | 28     |
| カナダ CHR/Pop Top 30 (Radio & Records)  | 3      |
| デンマーク (Tracklisten)                 | 10     |
| ヨーロッパ (Eurochart Hot 100)           | 2      |
| フランス (SNEP)                          | 29     |
| ドイツ (GfK Entertainment charts)        | 11     |
| ハンガリー (Single Top 40)               | 10     |
| アイルランド (IRMA)                      | 2      |
| オランダ (Dutch Top 40)                  | 9      |
| オランダ (Single Top 100)                | 12     |
| ニュージーランド (Recorded Music NZ)     | 1      |
| ノルウェー (VG-lista)                    | 10     |
| ルーマニア (Romanian Top 100)            | 12     |
| スコットランド (Official Charts Company) | 2      |
| スウェーデン (Sverigetopplistan)         | 18     |
| スイス (Schweizer Hitparade)             | 10     |
| UK シングルス (OCC)                      | 1      |
| UK R&B (OCC)                             | 1      |
| US Billboard Hot 100                     | 1      |
| US Hot R&B/Hip-Hop Songs (Billboard)     | 1      |
| US Pop Airplay (Billboard)               | 2      |
| US Rhythmic (Billboard)                  | 1      |

| チャート (2004年)                                  | 順位 |
| -------------------------------------------------- | ---- |
| オーストラリア (ARIA)                              | 31   |
| ベルギー (Ultratop 50 Flanders)                    | 95   |
| ドイツ (Official German Charts)                    | 80   |
| オランダ (Dutch Top 40)                            | 84   |
| オランダ (Single Top 100)                          | 83   |
| ニュージーランド (Recorded Music NZ)               | 7    |
| スイス (Schweizer Hitparade)                       | 63   |
| イギリス (OCC)                                     | 27   |
| イギリス アーバン・チャート (Music Week)           | 17   |
| 全米 Billboard Hot 100                             | 2    |
| 全米 ホット R&B/ヒップホップ・ソングス (Billboard) | 3    |
| 全米 リズミック・チャート (Billboard)              | 6    |

| チャート (2005年)             | 順位 |
| ----------------------------- | ---- |
| ルーマニア (Romanian Top 100) | 92   |

| チャート (2000–2009年) | 順位 |
| ---------------------- | ---- |
| 全米 Billboard Hot 100 | 21   |

| チャート (1958–2018年) | 順位 |
| ---------------------- | ---- |
| 全米 Billboard Hot 100 | 147  |